# Ceratispa calami
Ceratispa calami es un coleóptero de la familia Chrysomelidae.
Fue descrita científicamente en 1960 por Gressitt.